# Resident Evil: The Umbrella Chronicles
Resident Evil: The Umbrella Chronicles is een computerspel ontwikkeld door Capcom en Cavia, en uitgegeven door Capcom voor de Wii. De rail shooter is uitgekomen in de VS op 13 november 2007 en in Europa op 30 november 2007.

## Plot
Het spel legt de bemoeienis van de Umbrella Corporation bloot door middel van verhalen van Albert Wesker, een voormalig wetenschapper van de Umbrella Corporation, en verborgen documenten met betrekking tot de geheime motieven en acties van de organisatie.

## Spel
Het spel bestaat uit vijf scenario's die de gebeurtenissen van Resident Evil Zero, de Resident Evil-remake en Resident Evil 3: Nemesis samenvatten, evenals nieuw materiaal met betrekking tot de ondergang van de Umbrella Corporation.
Het spel is een rail shooter waarin de speler vanaf een vooringesteld pad vijanden moet beschieten. Onderweg kunnen extra wapens, ammunitie en nieuwe levens worden gevonden. Spelers gebruiken voor de besturing de Wii Remote en de nunchuk.

## Ontvangst
| Recensiescore       | Recensiescore |
| Recensieverzamelaar | Score         |
| ------------------- | ------------- |
| GameRankings        | 75%           |
| Metacritic          | 75%           |
| Publicist           | Score         |
| Eurogamer           | 7             |
| Famitsu             | 32/40         |
| Game Informer       | 8,25          |
| GameSpot            | 7             |
| GameSpy             | 3,5/5         |
| IGN                 | 7,9           |

Resident Evil: The Umbrella Chronicles ontving positieve recensies. Men prees de vrij te spelen verborgen onderdelen en de besturing van het spel. Kritiek was er op de duurzaamheid, muziek en de beperkingen van een rail shooter.
Het spel is wereldwijd ruim 1,4 miljoen keer verkocht.
Op aggregatiewebsites Metacritic en GameRankings heeft het spel een verzamelde score van 75%.